# Mario Méndez
Mario Méndez Olague (Guadalajara, Jalisco, México, 1 de junio de 1979) es un exfutbolista mexicano que jugaba de defensa lateral o mediocampista.

## Trayectoria
Comenzó su carrera profesional en el Atlas de Guadalajara en 1998 donde disputó 195 encuentros marcando 11 goles. Desde 2004 pasó por Toluca, Monterrey y Tigres UANL, todos de la Primera División de México, hasta que en 2007 se incorporó a Vélez Sársfield, de la Primera División de Argentina, donde llegó por expreso pedido del entrenador Ricardo La Volpe que lo había dirigido en Atlas y en la Selección Mexicana.
En Argentina, Méndez se afianzó en el equipo titular de Vélez durante el Torneo Clausura y la Copa Libertadores. Sin embargo, una serie de actuaciones en bajo nivel terminaron excluyéndolo del equipo titular. Con la salida de La Volpe al final del Torneo Apertura 2007 Méndez dejó definitivamente a Vélez para regresar al Toluca.
poco después fue a Irapuato, luego para el Clausura 2013 jugará para el San Luis Fútbol Club.

## Estadísticas

### Clubes
| Atlas F.C. · México |               |               |     |    |    |    |    |     |     |    |
| 1.ª | 1998-99       | 29            | 1   | -  | -  | -  | -  | 29  | 1   |    |
| 1.ª | 1999-00       | 39            | 1   | 4  | 0  | 15 | 0  | 58  | 1   |    |
| 1.ª | 2000-01       | 40            | 3   | 4  | 1  | -  | -  | 44  | 4   |    |
| 1.ª | 2001-02       | 32            | 2   | 3  | 0  | -  | -  | 35  | 2   |    |
| 1.ª | 2002-03       | 26            | 4   | 2  | 0  | -  | -  | 28  | 4   |    |
| 1.ª | 2003          | 19            | 0   | -  | -  | -  | -  | 19  | 0   |    |
| 1.ª | 2009-10       | 26            | 0   | -  | -  | -  | -  | 26  | 0   |    |
| Total club | Total club    | 211           | 11  | 13 | 1  | 15 | 0  | 239 | 12  |    |
| Deportivo Toluca · México |               |               |     |    |    |    |    |     |     |    |
| 1.ª | 2004          | 22            | 1   | 3  | 0  | -  | -  | 25  | 1   |    |
| 1.ª | 2004-05       | 35            | 0   | 3  | 0  | -  | -  | 38  | 0   |    |
| 1.ª | 2005          | 14            | 1   | -  | -  | -  | -  | 14  | 1   |    |
| 1.ª | 2008          | 18            | 2   | 3  | 0  | -  | -  | 21  | 2   |    |
| 1.ª | 2008-09       | 33            | 1   | 3  | 0  | -  | -  | 36  | 1   |    |
| 1.ª | 2010-11       | 17            | 1   | -  | -  | 7  | 0  | 24  | 1   |    |
| Total club | Total club    | 139           | 6   | 12 | 0  | 7  | 0  | 158 | 6   |    |
| C.F. Monterrey · México |               |               |     |    |    |    |    |     |     |    |
| 1.ª | 2006          | 10            | 0   | 3  | 0  | -  | -  | 13  | 0   |    |
| Total club | Total club    | 10            | 0   | 3  | 0  | -  | -  | 13  | 0   |    |
| Tigres U.A.N.L. · México |               |               |     |    |    |    |    |     |     |    |
| 1.ª | 2006          | 15            | 0   | -  | -  | -  | -  | 15  | 0   |    |
| Total club | Total club    | 15            | 0   | -  | -  | -  | -  | 15  | 0   |    |
| Vélez Sarsfield Argentina |               |               |     |    |    |    |    |     |     |    |
| 1.ª | 2007          | 19            | 0   | -  | -  | 7  | 0  | 26  | 0   |    |
| 1.ª | 2007          | 10            | 0   | -  | -  | 3  | 0  | 13  | 0   |    |
| Total club | Total club    | 29            | 0   | -  | -  | 10 | 0  | 39  | 0   |    |
| C.D. Irapuato · México |               |               |     |    |    |    |    |     |     |    |
| 2.ª | 2011-12       | 25            | 0   | -  | -  | -  | -  | 25  | 0   |    |
| Total club | Total club    | 25            | 0   | -  | -  | -  | -  | 25  | 0   |    |
| San Luis F.C. · México |               |               |     |    |    |    |    |     |     |    |
| 1.ª | 2013          | 1             | 0   | 4  | 0  | -  | -  | 5   | 0   |    |
| Total club | Total club    | 1             | 0   | 4  | 0  | -  | -  | 5   | 0   |    |
| Total carrera | Total carrera | Total carrera | 430 | 17 | 32 | 1  | 32 | 0   | 494 | 18 |
| (1)Incluye datos de la Copa México, Pre Pre Libertadores (1999, 2000, 2001 y 2002) e InterLiga (2004, 2005, 2006, 2008 y 2009). (2)Incluye datos de la Liga de Campeones de la Concacaf (2010-11), Copa Pre Libertadores (2000) y Copa Libertadores (2000 y 2007). |               |               |     |    |    |    |    |     |     |    |

## Selección nacional
Fecha de debut: 9 de enero de 2000
Partido de debut:  México 2-0  Irán
Período: 2000 - 2008
Entrenador que lo debutó: Manuel Lapuente

### Participaciones en fases finales
| Competición                    | Categoría | Sede                    | Resultado        | Partidos |
| ------------------------------ | --------- | ----------------------- | ---------------- | -------- |
| Copa Mundial de 1999           | Sub-20    | Nigeria                 | Cuartos de final | 5        |
| Copa Carlsberg 2000            | Absoluta  | Hong Kong               | Tercer lugar     | 1        |
| Copa Oro CONCACAF 2003         | Absoluta  | Estados Unidos y México | Campeón          | 2        |
| Copa América 2004              | Absoluta  | Perú                    | Cuartos de final | 1        |
| Copa FIFA Confederaciones 2005 | Absoluta  | Alemania                | Cuarto lugar     | 4        |
| Copa Oro CONCACAF 2005         | Absoluta  | Estados Unidos          | Cuartos de final | 2        |
| Copa Mundial FIFA 2006         | Absoluta  | Alemania                | Octavos de final | 4        |

### Participaciones en fases clasificatorias
| Torneo                     | Categoría | Sede                                 | Resultado       | Partidos |
| -------------------------- | --------- | ------------------------------------ | --------------- | -------- |
| Preolímpico CONCACAF 2000  | Sub-23    | Estados Unidos                       | No se clasificó | 5        |
| Clasificación Mundial 2006 | Absoluta  | Norteamérica, Centroamérica y Caribe | Clasificado     | 7        |

### Partidos internacionales
| #  | Fecha                    | Rival             | Sede             | Estadio                       | Resultado | Competición                     |
| -- | ------------------------ | ----------------- | ---------------- | ----------------------------- | --------- | ------------------------------- |
| 1  | 9 de enero de 2000       | Irán              | Oakland          | O.co Coliseum                 | 2 - 0     | Amistoso                        |
| 2  | 19 de enero de 2000      | Rumania           | Monterrey        | Estadio Tecnológico           | 3 - 1     | Amistoso                        |
| 3  | 5 de febrero de 2000     | Japón             | Pekín            | Estadio de los Trabajadores   | 1 - 0     | Copa Carlsberg 2000             |
| 4  | 3 de julio de 2003       | El Salvador       | Carson           | StubHub Center                | 1 - 2     | Amistoso                        |
| 5  | 20 de julio de 2003      | Jamaica           | Ciudad de México | Estadio Azteca                | 5 - 0     | Copa de Oro de la Concacaf 2003 |
| 6  | 27 de julio de 2003      | Brasil            | Ciudad de México | Estadio Azteca                | 1 - 0     | Copa de Oro de la Concacaf 2003 |
| 7  | 20 de agosto de 2003     | Perú              | Nueva Jersey     | Giants Stadium                | 1 - 3     | Amistoso                        |
| 8  | 8 de octubre de 2003     | Uruguay           | Chicago          | Toyota Park                   | 0 - 2     | Amistoso                        |
| 9  | 10 de marzo de 2004      | Ecuador           | Tuxtla Gutiérrez | Estadio Víctor Manuel Reyna   | 2 - 1     | Amistoso                        |
| 10 | 13 de julio de 2004      | Ecuador           | Piura            | Estadio Miguel Grau           | 2 - 1     | Copa América 2004               |
| 11 | 6 de octubre de 2004     | San Vicente       | Pachuca          | Estadio Hidalgo               | 7 - 0     | Clasificación Mundial 2006      |
| 12 | 10 de octubre de 2004    | San Vicente       | Kingstown        | Estadio Arnos Vale            | 1 - 0     | Clasificación Mundial 2006      |
| 13 | 27 de octubre de 2004    | Ecuador           | Nueva Jersey     | Giants Stadium                | 2 - 1     | Amistoso                        |
| 14 | 13 de octubre de 2004    | Trinidad y Tobago | Puebla           | Estadio Cuauhtémoc            | 3 - 0     | Clasificación Mundial 2006      |
| 15 | 10 de noviembre de 2004  | Guatemala         | San Antonio      | AT&T Center                   | 2 - 0     | Amistoso                        |
| 16 | 26 de enero de 2005      | Suecia            | San Diego        | Estadio Qualcomm              | 0 - 0     | Amistoso                        |
| 17 | 9 de marzo de 2005       | Argentina         | Los Ángeles      | StubHub Center                | 1 - 1     | Amistoso                        |
| 18 | 27 de abril de 2005      | Polonia           | Chicago          | Toyota Park                   | 1 - 1     | Amistoso                        |
| 19 | 8 de junio de 2005       | Trinidad y Tobago | Monterrey        | Estadio Tecnológico           | 2 - 0     | Clasificación Mundial 2006      |
| 20 | 19 de junio de 2005      | Brasil            | Hannover         | HDI-Arena                     | 1 - 0     | Copa FIFA Confederaciones 2005  |
| 21 | 22 de junio de 2005      | Grecia            | Frankfurt        | Waldstadium                   | 0 - 0     | Copa FIFA Confederaciones 2005  |
| 22 | 26 de junio de 2005      | Argentina         | Hannover         | Niedersachsenstadion          | 1 - 1     | Copa FIFA Confederaciones 2005  |
| 23 | 29 de junio de 2005      | Alemania          | Leipzig          | Zentralstadion                | 3 - 4     | Copa FIFA Confederaciones 2005  |
| 24 | 10 de julio de 2005      | Guatemala         | Los Ángeles      | Los Angeles Memorial Coliseum | 4 - 0     | Copa FIFA Confederaciones 2005  |
| 25 | 17 de julio de 2005      | Colombia          | Houston          | Reliant Stadium               | 1 - 2     | Copa FIFA Confederaciones 2005  |
| 26 | 3 de septiembre de 2005  | Estados Unidos    | Ohio             | Columbus Crew Stadium         | 0 - 2     | Clasificación Mundial 2006      |
| 27 | 8 de octubre de 2005     | Guatemala         | San Luis Potosí  | Estadio Alfonso Lastras       | 5 - 2     | Clasificación Mundial 2006      |
| 28 | 12 de octubre de 2005    | Trinidad y Tobago | Puerto España    | Estadio Hasely Crawford       | 1 - 2     | Clasificación Mundial 2006      |
| 29 | 26 de octubre de 2005    | Uruguay           | Guadalajara      | Estadio Jalisco               | 3 - 1     | Amistoso                        |
| 30 | 25 de enero de 2006      | Noruega           | California       | Monster Park                  | 2 - 1     | Amistoso                        |
| 31 | 15 de febrero de 2006    | Corea del Sur     | Los Ángeles      | Los Angeles Memorial Coliseum | 0 - 1     | Amistoso                        |
| 32 | 12 de mayo de 2006       | Congo             | Ciudad de México | Estadio Azteca                | 2 - 1     | Amistoso                        |
| 33 | 11 de junio de 2006      | Irán              | Núremberg        | Frankenstadion                | 3 - 1     | Copa Mundial de Fútbol de 2006  |
| 34 | 16 de junio de 2006      | Angola            | AWD-Arena        | Hannover                      | 0 - 0     | Copa Mundial de Fútbol de 2006  |
| 35 | 21 de junio de 2006      | Portugal          | Gelsenkirchen    | Veltins-Arena                 | 1 - 2     | Copa Mundial de Fútbol de 2006  |
| 36 | 24 de junio de 2006      | Argentina         | Leipzig          | Zentrastation                 | 1 - 2     | Copa Mundial de Fútbol de 2006  |
| 37 | 24 de septiembre de 2008 | Chile             | Los Ángeles      | Memorial Coliseum             | 0 - 1     | Amistoso                        |

### Goles internacionales
| # | Fecha               | Rival   | Marcador | Resultado | Competición |
| - | ------------------- | ------- | -------- | --------- | ----------- |
| 1 | 19 de enero de 2000 | Rumania | 2-1      | 3-1       | Amistoso    |

## Palmarés

### Campeonatos nacionales
| Título               | Club             | País           | Año  |
| -------------------- | ---------------- | -------------- | ---- |
| Pre Pre Libertadores | Atlas F.C.       | Estados Unidos | 1999 |
| Torneo Apertura      | Deportivo Toluca | México         | 2005 |
| Torneo Apertura      | Deportivo Toluca | México         | 2008 |

### Campeonatos internacionales
| Título            | Club               | País                    | Año  |
| ----------------- | ------------------ | ----------------------- | ---- |
| Pre Libertadores  | Atlas F.C.         | México y Venezuela      | 2000 |
| Copa Oro CONCACAF | Selección Mexicana | Estados Unidos y México | 2003 |

### Distinciones individuales
| Distinción                                   | Año  |
| -------------------------------------------- | ---- |
| Citlalli al Mejor Novato del Torneo Invierno | 1998 |